# Magnum Force
Magnum Force är en amerikansk film från 1973 i regi av Ted Post. Det är den andra filmen om den hårdkokte San Francisco-polisen "Dirty" Harry Callahan, spelad av Clint Eastwood. Filmen hade Sverigepremiär den 25 december 1973.

## Handling
Filmen handlar om ett gäng MC-poliser som tagit lagen i egna händer och mördar högt uppsatta kriminella på löpande band. Inspektör "Dirty" Harry Callahan tilldelas fallet och måste stoppa de självutnämnda hämnarna innan de begår fler mord. När Callahan själv tillfrågas om att delta i gänget blir svaret: "Jag är rädd att Ni missbedömt mig!". Men Harry har själv också misstagit sig angående sin chef...

## Rollista (i urval)
| Clint Eastwood | – "Dirty" Harry Callahan |
| Hal Holbrook   | – Neil Briggs            |
| Mitchell Ryan  | – Charlie McCoy          |
| David Soul     | – John Davis             |
| Tim Matheson   | – Phil Sweet             |
| Kip Niven      | – Red Astrachan          |
| Robert Urich   | – Mike Grimes            |
| Felton Perry   | – Early Smith            |
| Maurice Argent | – Nat Weinstein          |